# Paranyroca magna
Paranyroca magna — викопний вид птахів ряду Гусеподібні (Anseriformes). Вид існував на початку еоцену (20-16 млн років тому) у Північній Америці. Скам'янілі рештки знайдені у відкладеннях формування Batesland у штаті Південна Дакота, США. Голотип 34456 зберігається у Музеї палеонтології Університету Каліфорнії. Голотип складено лише по одній кістці — лівій цівці.